# Kewin Sasak
Kewin Sasak (ur. 20 lutego 1997 w Dębicy) – polski siatkarz, grający na pozycji atakującego. 
28 maja 2025 roku zadebiutował w kadrze narodowej Polski w meczu z reprezentacją Ukrainy.

## Sukcesy klubowe

### młodzieżowe
Mistrzostwa Polski Szkół Ponadgimnazjalnych:
- 2015

### seniorskie
Superpuchar Czech:
- 2022[8]

Liga czeska:
- 2023[9]

Puchar Challenge:
- 2025[10]

Liga polska:
- 2025[11]

## Sukcesy reprezentacyjne
Letnia Uniwersjada:
- 2021[12]

Liga Narodów:
- 2025[13]

## Nagrody indywidualne
- 2015: MVP Mistrzostw Polski Szkół Ponadgimnazjalnych[14]
- 2025: Najlepszy atakujący turnieju finałowego Ligi Narodów[15]